# Henryk Kościsz
Henryk Kościsz (ur. 12 maja 1955 w Nowym Sączu, zm. 14 września 2009 w Nowym Sączu) – ksiądz katolicki, doktor prawa kanonicznego, sędzia diecezjalny i audytor Sądu Diecezjalnego w Tarnowie, Kanonik Honorowy Kapituły Kolegiackiej w Nowym Sączu.

## Życiorys
Ks. Henryk Kościsz pochodził z parafii św. Rocha w Nowym Sączu. Po ukończeniu szkoły średniej wstąpił do Wyższego Seminarium Duchownego w Tarnowie. Święcenia kapłańskie otrzymał z rąk biskupa Jerzego Ablewicza w dniu 25 maja 1980 roku. Jako wikariusz pracował w parafii Gorlice - Glinik Mariampolski. W latach 1982–1987 odbył studia specjalistyczne z zakresu prawa kanonicznego na Katolickim Uniwersytecie Lubelskim, uwieńczone doktoratem.
Od roku 1987 pracował w Sądzie Diecezjalnym w Tarnowie, najpierw jako obrońca węzła małżeńskiego, a następnie sędzia diecezjalny i audytor. Ponadto w latach 1987-1992 sprawował obowiązki notariusza Kurii Diecezjalnej w Tarnowie. Pełnił również obowiązki delegata Biskupa Diecezjalnego do oceny ksiąg treści religijnej, diecezjalnego referenta duszpasterstwa trzeźwości, kierownika Studium Apostolstwa Trzeźwości dla Świeckich oraz członka Rady Kapłańskiej, Diecezjalnej Rady do spraw Ekonomicznych, Komisji Artystyczno-Budowlanej i Komisji Sztuki Kościelnej. W roku 2005 został obdarzony godnością Kanonika Honorowego Kapituły Kolegiackiej w Nowym Sączu. Ks. dr Henryk Kościsz zmarł 14 września 2009 r. i został pochowany na cmentarzu przy kościele św. Rocha w Nowym Sączu.